# Nomada subsimilis
Nomada subsimilis är en biart som beskrevs av Cockerell 1903. Nomada subsimilis ingår i släktet gökbin, och familjen långtungebin. Inga underarter finns listade i Catalogue of Life.